# Clayton (Idaho)
Clayton – miejscowość w Stanach Zjednoczonych, w stanie Idaho, w hrabstwie Custer.

## Demografia
W roku 2010 miejscowość zamieszkiwało zaledwie 7 osób, a gęstość zaludnienia wynosiła 269 osób/km². W roku 2023 liczba mieszkańców wzrosła do 10 osób, a gęstość zaludnienia przekroczyła 384 osoby/km². Jest to prawdopodobnie najmniejsza, pod względem powierzchni (zaledwie 2,6 ha) oraz zaludnienia, miejscowość całych Stanów Zjednoczonych.